# Petit ami
Un « petit ami » est une personne de sexe masculin avec qui l'on partage une relation amoureuse et/ou sexuelle.
Le terme, comme celui de « copain » est généralement réservé à une relation engagée récemment, puisque d'autres termes comme « mari » ou « partenaire » sont plus communément utilisés pour les relations à long terme.

## Littérature
Le Petit Ami est un roman de Paul Léautaud publié en 1903, au Mercure de France.